# جاكلين ودسون
جاكلين ودسون (بالإنجليزية: Jacqueline Woodson)‏ (12 فبراير 1963، كولومبوس في الولايات المتحدة)؛ كاتِبة مُتخصِّصة في أدب الأطفال وروائية أمريكية.

## الجوائز
- جائزة نيوبري

## روابط خارجية
- جاكلين ودسون على موقع IMDb (الإنجليزية)
- جاكلين ودسون على موقع مونزينجر (الألمانية)